# Gracchus Babeuf
François-Noël Babeuf (23. listopadu 1760 Saint-Quentin – 27. května 1797 Vendôme), známější jako Gracchus Babeuf (jméno Gracchus si dal podle starověkých římských politiků a reformátorů bratří Gracchů), byl francouzský revoluční politický agitátor a novinář, propagátor rovnostářských myšlenek a prvním filosofem komunismu. Zastával názor, že všichni mají nárok na rovný podíl všech statků. Byl popraven za účast na Spiknutí rovných.

## Život
Gracchus Babeuf se narodil v plebejské rodině ve městě Saint-Quentin. Znalosti a revoluční postoje získal od svého otce Clauda Babeufa, nepochopeného vzdělance, vyznamenaného majora, živícího se těžkou fyzickou a málo placenou prací poté, co opustil francouzskou královskou armádu. Claude Babeuf přečetl množství filosofických knih, uměl latinsky, německy a vynikal i v matematice. Navzdory nedostatku peněz mladý Babeuf získal vzdělání od otce, který ho vedl kromě teorií o sociální spravedlnosti i k astronomii a geometrii. Babeuf už ve třinácti znal dějiny Říma. Mládí strávil v Pikardii a živil se jako písař v šlechtickém katastru. Zkušenosti s listinami a privilegii šlechty, čtením Rousseaua, Morellyho, Mesliéra a Mablyho, dospěl k protifeudálním názorům a k návrhu agrární a ekonomické reformy. Mladý Babeuf našel cestu k filozofii Rousseaua (zajímavostí je, že své děti pojmenoval dokonce podle knihy Emil nebo o výchově jako Emila a Žofii). V roce 1789 napsal brožuru, kde deklaruje daňovou reformu (progresivní zdanění), dále propaguje program radikálních agrárních reforem, zrušení feudálních poplatků a přerozdělení půdy. S Darthéem, Germainem, Peletier, Maréchalem, Buonarottim a Ferdinandem Dubois z Fosseux začal vydávat revoluční pamflety a organizovat vůbec první významné egalitářské povstání - Spiknutí rovných. Revolucionáři se organizovali v malých izolovaných skupinách, aby v případě zatčení byly ztráty minimální; byla zřízena skladiště zbraní a střeliva. I přes vynikající organizaci byli už 10. května vůdcové povstání zatčeni poté, co bylo prozrazeno Grisselem. Direktorium v té době vyhlásilo výjimečný stav. Direktorium zřídilo speciální soud ve Vendôme, jehož výsledkem byla Babeufova poprava 28. března 1797. Babeuf své poslední chvíle využil jako revoluční tribunu k obžalobě tehdejší vlády.

## Dílo a ideologie
V jeho politických idejích ho ovlivnili zejména francouzští filozofové Jean Jacques Rousseau s důrazem na přirozená práva člověka a Gabriel Bonnot de Mably svým filozofickým odmítnutím soukromého vlastnictví. Rousseaův i Mablyho vliv se dobře zračí například v úvodním provolání plakátu Analyse de la Doctrine de Babeuf, který nechal Babeuf rozvěsit na ulicích Paříže roku 1796, kde se píše: "Příroda dala každému člověku právo podílet se rovným dílem na veškerém vlastnictví".
Dle Lukáše Perného by se dala Babeufova sociální utopie shrnout od následujících bodů:
- půda nemůže patřit podle zákonů přírody nikomu, ale všem (rozdělení půdy nemajetným);
- všichni lidé jsou si rovni (rovni si budou řemeslníci, právníci, umělci, učenci, rolníci i dělníci, nakolik všichni budou vyrábět a účastnit se výměny výrobků);
- osobní majetek vystřídá majetek společný (kolektivní vlastnictví), ve společnosti zavládne blahobyt a pokrok;
- ve společnosti budou existovat rodiny, které budou sociální zabezpečené.

Bude zde aplikováno v praxi právo na práci, stroje a vynálezy budou sloužit ve prospěch obecného blaha, bude zajištěno všeobecné vzdělání a informace pro každého. Společnost bude povinna postarat se o starých, bezmocné a děti. Projektoval tedy dle Lukáše Perného "beztřídní společnost, kde nebude ani vykořisťovatelů, ani vykořisťovaných; společnost bude správou a obecně informovaná-povolání budou přerozděleny tak, aby nebylo ani přebytku, ani nedostatku - plánování výroby. Klasických obchodníků nahradí distributoři, kteří nebudou shromažďovat nadhodnotu. Přerozdělení produktů bude vázáno na nadání duševní a fyzické a povinnost pracovat; ideály společenství budou bratrství a blaho, spravedlnost, věrnost, poctivost a upřímnost."

## Citáty[5]
Myslíte, že rozhořčených 24 milionů nic neznamená? Myslíte, že souhlas jednoho milionu sloužícímu zlatu může vyvážit nutné následky tohoto citu a zaručit tak trvání a beztrestnost vaší tyranie a zachránit ji před zkázou? Francouzská revoluce nám ukázala četné důkazy, že nespravedlnosti, ať jsou jakkoli staré, lze taktéž vymýtit, že naopak jejich přebujenost a únava z dlouhého života žádá jejich zničení co nejnaléhavější!
Kdyby všichni lidé měli vždy výchovu, kdyby nebyly zotročení hloupými předsudky, které jim tak dlouho zabraňovaly v poznání toho, co jsou a jakou mají cenu, nikdy by se většina nepodrobila a nestrpěla by ponižující okovy, které jí vnutila menšina ... Nikdy by nebyl takzvaný třetí stav odsouzen k utrpení ak tomu, aby dělal příjemný život těm, kteří měli tu odvahu, že se prohlásili za první stav.
Příroda dala každému člověku stejné právo na plné užívání produktů. ... Cílem společnosti je bránit tuto rovnost, často napadenou ve stavu přírody silnými a bezbožnými, a společně přispívat k společnému štěstí ... Příroda každému uložila povinnost pracovat ... Práce a potěšení by měly být společné ... Ve společnosti by neměly být ani bohatí, ani chudí ... Bohatí, kteří se nevzdávají svého nadbytku ve prospěch chudých, jsou nepřátelé lidí. ... Cílem revoluce je zničit nerovnost a obnovit společné štěstí lidí ... Každý občan je povinen obnovit a obhajovat v ústavě z roku 1793 vůli a štěstí lidí.
Babeuf o nerovnosti:
Ať už menšina, která se vykrmuje, užívá vše a nemá jiné roboty pouze starosti o své nenasytné choutky, nemoří více hladem obrovskou většinu, která skutečně vyrábí a pracuje. Ať představitelé této většiny stanou se všichni zároveň výrobci a spotřebiteli v takovém poměru, aby všechny potřeby byly uspokojeny a aby nikdo více netrpěl bídou ani únavou. ... Spravedlnost, věrnost, poctivost a upřímnost vždy a všude! Ať má každý svou funkci, kterou by svědomitě zastával a která by mu zajistila šťastný život, ale nic víc, protože štěstí je potřeba pro všechny (musí být) rovnoměrně rozděleny mezi všechny.
Babeuf o obchodu:
Obchodníci vykořisťují jiných kteří se nechají vykořisťovat; kromě toho se spekulanti a obchodníci spojují, aby zcela ovládli skutečného výrobce, aby mu mohli stále říkat: pracuj hodně, ne málo, jinak nebudeš mít práci a nebudeš vůbec jíst.
MANIFEST ROVNÝCH (ukázka):
Patnáct století jste žili jako otroci, a tedy nešťastní. Posledních šest let sotva dýcháte, čekáte na nezávislost, svobodu a rovnost. ... Už dost dlouho, a příliš dlouho, méně než milion jednotlivců zlikvidovalo to, co patří 20 milionům jejich druhu, jejich rovnost. Otevřete své oči a svá srdce plnosti štěstí: poznejte a zvěstujte s námi REPUBLIKU rovnat.
Babeuf před smrtí:
"Je ctí zemřít pro věc Ctnosti. Jako oběť dlouhodobé revoluce jsem smířen s mučednictvím. ... opustit rodinu, děti, drahou manželku, bylo by více než nesnesitelné, kdybych neviděl na konci ztracenou svobodu a vše, co patří upřímným republikánům ... Nevěřte, že lituji, že jsem se obětoval pro nejkrásnější věc: kdyby i všechno mé úsilí bylo neužitečné pro ni, splnil jsem svůj úkol. ... Nechápal jsem jiný způsob vás učinit šťastnými než společným blahem. Je přinejmenším sladké umírat s vědomím tak čistým, jako je moje ... Jednoho dne, až perzekuce ochabne, snad poctiví budou dost svobodně dýchat, aby mohli položit několik květů na náš hrob a až bude možná znovu myslet na prostředky, jak zajistit lidstvu štěstí, které jsme mu doporučovali, zde můžeš vyhledat, v těch hadrech a představit všem vyznavačům rovnosti ... ubohou sbírku různých fragmentů, které obsahují všechno to, co korupčníci nazývají mými sny."

## Spisy
- BABEUF, Gracchus. Projevy, články a listy. Překlad Stanislav Lyer. 1. autoris. vyd. Praha: Státní nakladatelství politické literatury, 1954. 85 s.